# Jean Hébert (joueur d'échecs)
Pour les articles homonymes, voir Jean Hébert et Hébert.
Jean Hébert est un joueur d'échecs et un journaliste canadien né le 11 novembre 1957 à Québec. Champion du Canada en 1978 et 2009, il a représenté le Canada lors de sept olympiades de 1978 à 2002 (médaille de bronze individuelle en 1982), ainsi que lors du tournoi interzonal de Rio de Janeiro en 1979 et de la Coupe du monde d'échecs 2009. Il a obtenu les titres de maître international en 1978 et de grand maître international du jeu d'échecs par correspondance en 1984.

## Carrière aux échecs
En 1978, Jean Hébert remporta le championnat du Canada à Toronto avec 11 points sur 15. Ce tournoi était un tournoi zonal qui le qualifiait au tournoi interzonal de 1979, lui permit d'obtenir le titre de maître international et le d'occuper le premier échiquier du Canada lors de l'olympiade d'échecs de 1978 à Buenos Aires (le Canada finit onzième de l'olympiade). Lors du tournoi interzonal, il termina à la dernière place. En 1980, il joua à nouveau au premier échiquier canadien lors de l'olympiade d'échecs de 1980 ; il marqua 7 points sur 12 et le Canada finit neuvième. En 1981, il finit deuxième du championnat national et tournoi zonal remporté par Igor Ivanov. En 1982, lors de l'olympiade d'échecs de 1982 à Lucerne, il marqua 8,5 points sur 12 au troisième échiquier et reçut la médaille de bronze individuelle.
Il a remporté le championnat open du Canada à Montréal en 2002 et cinq fois le championnat open du Québec  (en 1989, 1990, 1994, 2002 et 2005).
En 2007, Jean Hébert finit premier ex æquo du championnat canadien (deuxième après départage). En 2009, il remporta le championnat national.

## Échecs par correspondance
Jean Hébert a terminé deuxième du championnat canadien par correspondance en 1976 et a remporté la médaille de bronze par équipe lors de la onzième olympiade par correspondance.